# TRIZ
TRIZ è l'acronimo del russo Teorija Rešenija Izobretatel’skich Zadač, traducibile in italiano come Teoria per la Soluzione Inventiva dei Problemi. È al tempo stesso un metodo euristico ed un insieme di strumenti sviluppati a partire dal 1946 in Unione Sovietica da Genrich Saulovič Altshuller (1926-1998), con l'obiettivo di catturare il processo creativo in ambito tecnico e tecnologico, codificarlo e renderlo così ripetibile e applicabile: una vera e propria teoria dell'invenzione.

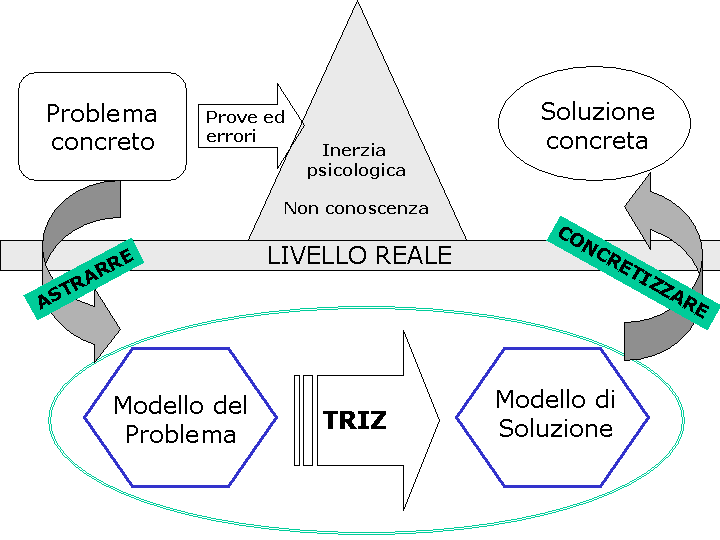
Modello generale del TRIZ

## Storia
Altshuller cominciò a sviluppare la metodologia TRIZ mentre lavorava presso il dipartimento brevetti della flotta militare navale sovietica sul Mar Caspio. Lui ed i suoi colleghi analizzarono gli abstract di oltre 200.000 brevetti, tra questi ne selezionò alcune decine di migliaia particolarmente significativi al fine di capire in che modo le innovazioni erano state generate e quali percorsi evolutivi avessero seguito.
Negli anni a seguire, alcuni dei quali confinato nei Gulag, continuò ad elaborare ed affinare la teoria.
Egli sviluppò, oltre ai fondamenti della teoria, molti dei tools principali:
- i 40 principi inventivi (1946-1971)
- la matrice delle contraddizioni tecniche
- i principi di separazione delle contraddizioni fisiche (1946-1985)
- l'analisi Substance-Field (Su-Field Analysis) (1973-1981)
- le 76 Soluzioni Standard (1977-1985)
- l'applicazione degli Effetti Naturali e Scientifici (1970-1980)
- le Leggi di Evoluzione (1975-1980)
- l'algoritmo ARIZ per la soluzione di complessi problemi inventivi (1959-1985)

## Fondamenti
Il complesso architettonico di TRIZ si basa sulle seguenti osservazioni:
- I sistemi tecnici evolvono secondo leggi oggettive e tendono a massimizzare il loro grado di idealità.
- Qualsiasi problema tecnico specifico può essere ricondotto, mediante un processo di astrazione, ad un modello generale, ed i processi logici di risoluzione possono essere raggruppati in un numero finito di “principi risolutivi”.
- Dato il numero finito di modelli del problema e di principi risolutivi, soluzioni concettualmente analoghe possono essere applicate a problemi tecnici apparentemente diversi.
- Ogni sistema tecnico possiede delle caratteristiche che ne descrivono lo stato e ne determinano le contraddizioni vincolanti. Lo studio di tali caratteristiche consente di evitare i compromessi derivanti dalle contraddizioni, superandole, e ottenendo soluzioni di alto livello.
- Ogni sistema tecnico esiste per rilasciare una funzione principale. Nel tempo la funzionalità richiesta al sistema tende a permanere mentre le soluzioni che la consentono tendono a mutare.

Su questa impalcatura concettuale Altshuller e collaboratori hanno costruito nel corso degli anni un insieme di strumenti per:
1. analizzare un sistema tecnico ed estrarne un modello,
2. applicare al modello del problema i principi risolutivi più efficaci,
3. ricercare fra i modelli di soluzione conosciuti quelli più idonei per il problema analizzato.

## Identificazione del problema: le contraddizioni
La ricerca TRIZ ha mostrato che le invenzioni più rilevanti sono emerse da situazioni in cui l'inventore è riuscito ad evitare con successo i compromessi che convenzionalmente vengono accettati come inevitabili. Al contrario è proprio dall'individuazione e dal superamento delle contraddizioni che portano all'adozione di compromessi che emergono le soluzioni più innovative ed efficaci. Le contraddizioni rappresentano quindi i cardini della teoria Triz.
La formulazione di una contraddizione aiuta a capire le radici del problema in maniera più efficace e aiuta a trovare più velocemente la soluzione esatta. Se non c'è una contraddizione allora non c'è neppure un problema inventivo e pertanto non è un problema per TRIZ.

## Idealità e IFR
L'idealità è definita come la somma di tutti i benefici percepiti fratto la somma dei costi e degli effetti dannosi (percepiti).
IFR sta per Ideal Final Result ovvero il risultato finale ideale. Caratteristica peculiare del Triz è quella di immaginare la migliore delle soluzioni possibili come punto di partenza per il processo di risoluzione del problema e da qui muoversi all'indietro verso soluzioni sempre meno ideali ma fattibili.

## Modello generale
La filosofia che sta alla base di TRIZ consiste nel non tentare di risolvere un problema specifico semplicemente cercando una soluzione specifica ma piuttosto nel seguire un percorso di astrazione del problema. Una volta generalizzato il problema è possibile sfruttare la conoscenza strutturata a disposizione della metodologia per identificare in maniera sistematica la soluzione generica e solo in questo momento tradurre in una soluzione specifica tale soluzione astratta.

## Principi inventivi e matrice delle contraddizioni
Genrich S. Altshuller analizzò i brevetti per capire che tipo di contraddizione era stata risolta dall'invenzione e in che modo questa era stata superata. Da qui, sviluppò un set di strumenti per la soluzione dei problemi denominati 40 principi inventivi (ad es. segmenta, rendi più flessibile, aumenta la controllabilità, passa da un'azione continua a una discontinua etc.). Più tardi sviluppò uno strumento chiamato matrice delle contraddizioni con il quale è possibile suggerire i 3, 4 principi statisticamente più efficaci per il proprio problema. Le righe di questa matrice riportano le caratteristiche del sistema (detti parametri) che si vogliono migliorare, ad es. la velocità, il peso, la resistenza etc. In colonna vengono riportati i parametri relativi agli effetti indesiderati. Ogni cella della matrice punta ai principi che con maggior frequenza sono stati usati in ambito brevettuale per risolvere la contraddizione.

## Contraddizioni fisiche
Sempre basato sui principi è il concetto di contraddizione fisica. Si ha una contraddizione fisica tutte le volte che si desiderano contemporaneamente 2 caratteristiche opposte di uno stesso sistema (per esempio la tazzina da caffè la si vuole calda per tener caldo il caffè e la si vuole fredda per non scottarsi).
Tali contraddizioni possono essere risolte con una separazione di tipo spaziale (ad. esempio la tazza deve essere calda all'interno e fredda all'esterno), temporale o su condizione. Per ciascuna di queste tipologie di separazione è suggerita una lista di principi con i quali è possibile superare la contraddizione.

## Risorse
La teoria TRIZ, più di qualsiasi metodo precedente, ha posto enfasi sul massimo impiego di tutto ciò che è interno al sistema. In termini TRIZ, Risorsa è tutto ciò che all'interno del sistema non sia impiegato al massimo delle sue potenzialità: sostanze, interazioni funzionali, energia, tempo, spazio, informazione. Nell'analizzare un problema bisogna prendere in considerazione non solo il sistema ed i suoi componenti, ma anche il suo ambiente, il suo passato ed il suo futuro.

## Analisi “substance-field” e le 76 soluzioni standard
Una tecnica frequentemente utilizzata dagli inventori prevede l'analisi delle relazioni tra elementi e funzioni o altre risorse che non sono ancora state sfruttate e che possono essere trovate all'interno o nelle vicinanze del problema.
Una serie di configurazioni alle quali il problema può essere ricondotto sono lo strumento per associare al problema specifico, in modo sistematico, la più opportuna delle 76 soluzioni standard a disposizione.

## Leggi di evoluzione dei sistemi tecnici
Altshuller studiò il modo in cui i sistemi sono stati sviluppati e migliorati nel tempo. Da qui scoprì 8 modelli di evoluzione (chiamati Laws of Technical Systems Evolution) che rappresentano lo strumento per prevedere i miglioramenti che potranno essere apportati ad un dato prodotto. Essi sono:
1. Ogni sistema è costituito da quattro unità fondamentali: motore, trasmissione, tool e controllo.
2. In ogni sistema che trasforma energia, l'energia circola liberamente attraverso le parti che lo costituiscono.
3. Tutte le parti che costituiscono un sistema lavorano con ritmi coordinati.
4. Un sistema evolve in modo da migliorare il suo grado di idealità.
5. L’evoluzione di un sistema coinvolge l’evoluzione di tutte le sue parti.
6. Quando un sistema ha “esaurito” il suo grado di evoluzione viene incluso in un super-sistema.
7. Lo sviluppo di un sistema prima avviene a macro-livello e poi a micro-livello.
8. Un sistema evolve in modo da aumentare il coinvolgimento di campi, ad esempio passando dal campo meccanico a quello elettro-magnetico.

## Effetti scientifici e database delle applicazioni
Nel raggiungere l'idealità del sistema, si dovrebbero utilizzare tutte le risorse disponibili nel sistema, sia interne che esterne, sulla base di un inventario di effetti fisici, chimici, geometrici e biologici che aiutano a risolvere la contraddizione e raggiungere il risultato desiderato.

## ARIZ - algorithm of inventive problems solving
ARIZ (acronimo russo di Алгоритм решения изобретательских задач) è un vero e proprio algoritmo di risoluzione dei problemi inventivi che consiste in una lista di procedure da applicare passo passo per risolvere problemi ad alto grado di complessità. Solitamente si usa ARIZ quando gli altri strumenti non sono applicabili.